# Lita Milan
 (mars 2019).
Si vous disposez d'ouvrages ou d'articles de référence ou si vous connaissez des sites web de qualité traitant du thème abordé ici, merci de compléter l'article en donnant les références utiles à sa vérifiabilité et en les liant à la section « Notes et références ».
Lita Milan est une actrice américaine née à Brooklyn New York (État de New York) en 1933.

## Biographie
Elle est née à Brooklyn, ses parents sont d'origine hongroise, elle apprend la danse et le théâtre.
Elle débute au cinéma à Los Angeles en 1954.
En 1958, elle abandonne le cinéma pour se marier avec Ramfis Trujillo, le fils du président de la république dominicaine Rafael Trujillo, ils auront deux enfants. Son mari devient président de la république dominicaine en 1961 après l’assassinat de son père. Le couple doit quitter le pays peu après, il s'installe à Madrid. Son mari meurt dans un accident de voiture en 1969.
Elle retourne vivre aux États-Unis.

## Filmographie
- 1954 : Le Souffle de la violence
- 1955 : Duel sur le Mississipi
- 1955 : The Toughest Man Alive
- 1955 : Desert Sands
- 1956 : Gun Brothers
- 1956 : La Chevauchée du retour
- 1957 : Bayou
- 1957 : Naked in the sun
- 1958 : Le Gaucher (The Left Handed Gun) d'Arthur Penn
- 1958 : Le Gang des filles
- 1958 : Never Love a Stranger
- 1958 : I Mobster